# Calocalanus pseudocontractus
Calocalanus pseudocontractus är en kräftdjursart som beskrevs av Bernard 1958. Calocalanus pseudocontractus ingår i släktet Calocalanus och familjen Paracalanidae. Inga underarter finns listade i Catalogue of Life.